# 129146 Stevenglenn
129146 Stevenglenn este o planetă minoră (asteroid), cu un diametru de 10,31 km, din Outer Main Belt⁠(d). A fost descoperită pe 4 februarie 2005 la Catalina Station⁠(d) de Catalina Sky Survey. 
Obiectul prezintă o orbită caracterizată de o semiaxă mare de 3,2160504455538 UAi, o excentricitate de 0,17, o înclinație de 19,7 ° în raport cu ecliptica.